# Pierre Caron (Regisseur)
Pierre Antoine Caron (Pedro Antonio Caron; * 15. August 1901 in Paris; † 22. Februar 1971 in Caracas) war ein französischer Drehbuchautor, Filmregisseur und -produzent.
Caron drehte seinen ersten Film, L'Homme qui vendit son âme au Diable, im Alter von zwanzig Jahren und galt damit zu dieser Zeit als jüngster Regisseur der Welt. Er drehte in den Jahren bis 1941 mehr als zwanzig Filme, darunter La Mare au Diable (1923), La tentation (1936), Cinderella (1937), Les Femmes collantes (1938), La Route enchantée (1938), Bécassine (1939) und Ils étaient cinq permissionnaires (1941). Der Film Pension Jonas (1941) wurde von der Zensur des Vichy-Regimes verboten, woraufhin Caron mit Hilfe von Freunden nach Kolumbien flüchtete. Dort drehte er bis zu seinem Tod noch mehrere Filme unter dem Namen Pedro Antonio Caron.